# 음력 8월 15일
음력 8월 15일은 음력 8월의 15번째 날이다. 이 날은 추석이다.

## 사건
- 1999년 - 대한민국, 포괄적핵실험금지조약(CTBT) 비준.

## 문화
- 32년 - 신라에서 한가위의 가배(嘉俳)놀이 시작됨. 회소곡(會蘇曲)을 부름.

## 탄생
- 1661년 - 조선의 19대 국왕 숙종.
- 1946년 - 대한민국의 소설가 이외수.
- 1989년 - 대한민국의 배우 이종석.
- 1997년 - 대한민국의 배구 선수 김채원.

## 사망
- 1839년 - 조선의 가톨릭 순교자 정하상.
- 1916년 - 나철, 대종교의 창시자이자 한국의 독립운동가.

## 기념일, 연중행사

### 중추절
- 추석: 대한민국
- 중추절: 중화인민공화국

## 같이 보기
- 음력 360일: 1월 2월 3월 4월 5월 6월 7월 8월 9월 10월 11월 12월
- 전날:8월 14일 다음날:8월 16일 - 전달:7월 15일 다음달:9월 15일
- 양력:8월 15일
- 음력, 윤달